# Вазописець Афродіти

Іменна амфора Вазописця Афродіти

Вазописець Афродіти (англ. Aphrodite Painter, нім. Aphrodite-Maler) — анонімний давньогрецький вазописець та гончар, працював у Пестумі наприкінці IV століття до н. е. у червонофігурній техніці.
Близько 330 до н. е. Вазописець Афродіти приїхав до Пестума з Апулії та приєднався до майстерні майстрів пестумського вазопису Астея та Піфона.

## Відомі роботи
- іменна ваза — амфора, так звана, Ваза Афродіти[3]
- кратер із зображенням Ореста, Електри та бога Аполлона, датований близько 340–330 до н. е. Нині перебуває у зібранні Вільяма Найта Зевадскі[4].
- амфора, датована 340–320 до н. е. На стороні А зображена фігура оголеного юнака та задрапірована у хітон жіноча фігура, яка тримає фіалу із чашами. Юнак спирається на палицю однією рукою, а іншою тримає люстерко. На шийному регістрі вази зображено профіль жіночої голови. Регістри відмежовані один від одного пальметами — характерними орнаментальними мотивами пестумського вазопису[5].
- весільний лебес, на стороні А якого зображено юнака із кубком та дівчину із люстерком. На стороні В — фігури юнаків. Ваза належала Артуру Дейлу Трендалу, нині зберігається в Еллінському музеї, Мельбурн. Експонат LTU 1985,01[6].